# رهبر عالی‌مقام
در سیاست مدرن چین رهبر عالی‌مقام (چینی ساده: 最高领导人) حزب کمونیست چین و دولت چین لفظی غیررسمی در اشاره به برجسته‌ترین رهبر سیاسی در جمهوری خلق چین است.
«رهبر عالی مقام» به خودی خود منصبی رسمی یا مقامی نیست. این لفظ در دورهٔ دنگ ژیائوپینگ (۱۹۷۸–۱۹۹۲)، که توانست بدون این که لزوماً هیچ منصب رسماً شایان توجه حزبی یا حکومتی (رئیس کشور، رئیس دولت یا دبیرکل حزب کمونیست چین) اعمال قدرت کند رواج یافت.
این لفظ کمتر برای توصیف جانشینان دنگ که همگی رسماً هر دو منصب دبیرکل حزب کمونیست چین و رئیس‌جمهور جمهوری خلق چین را دارا بوده‌اند به کار رفته، و بدین ترتیب معمولاً در صحنهٔ بین‌المللی به آنها «رئیس‌جمهور» گفته شده؛ عنوانی که بیشتر دیگر رؤسای کشورهای جمهوری به کار می‌رود؛ حتی گرچه مقام حزبی دبیرکل معمولاً از سوی دانشوران مقامی دانسته می‌شود که دارندهٔ آن «رهبر عالی مقام» لحاظ می‌گردد، و رئیس‌جمهور طبق قانون اساسی چین مقامی عموماً تشریفاتی است.

## فهرست رهبران
تا به امروز، «رهبر عالی مقام» در اشاره به شش رهبر چینی به کار رفته‌است:
| تصویر                                             | نام | مناصب                                               | دوره                            | دوره                                                   | ایدئولوژی                                             |
| ------------------------------------------------- | --- | --------------------------------------------------- | ------------------------------- | ------------------------------------------------------ | ----------------------------------------------------- |
|                                                   | مائو تسه‌تونگ 毛泽东 (۱۸۹۳–۱۹۷۶) پکن At-large (49–76)                                                                        | رئیس حزب کمونیست چین پلیتبوروی مرکزی                | ۲۰ مارس ۱۹۴۳ – ۲۸ سپتامبر ۱۹۵۶  | ۱ اکتبر ۱۹۴۹ ↓ ۹ سپتامبر ۱۹۷۶ (۲۶ سال، ۱۱ ماه، ۸ روز)  | مائوئیسم                                              |
| رئیس دبیرخانه مرکزی                               | مائو تسه‌تونگ 毛泽东 (۱۸۹۳–۱۹۷۶) پکن At-large (49–76)                                                                        |                                                     | ۲۰ مارس ۱۹۴۳ – ۲۸ سپتامبر ۱۹۵۶  | ۱ اکتبر ۱۹۴۹ ↓ ۹ سپتامبر ۱۹۷۶ (۲۶ سال، ۱۱ ماه، ۸ روز)  | مائوئیسم                                              |
| رئیس کمیته مرکزی حزب کمونیست چین                  | مائو تسه‌تونگ 毛泽东 (۱۸۹۳–۱۹۷۶) پکن At-large (49–76)                                                                        | ۱۹ ژوئن ۱۹۴۵ – ۹ سپتامبر ۱۹۷۶                       |                                 | ۱ اکتبر ۱۹۴۹ ↓ ۹ سپتامبر ۱۹۷۶ (۲۶ سال، ۱۱ ماه، ۸ روز)  | مائوئیسم                                              |
| رئیس حکومت مرکزی خلق جمهوری خلق چین               | مائو تسه‌تونگ 毛泽东 (۱۸۹۳–۱۹۷۶) پکن At-large (49–76)                                                                        | ۱ اکتبر ۱۹۴۹ – ۲۷ سپتامبر ۱۹۵۴                      |                                 | ۱ اکتبر ۱۹۴۹ ↓ ۹ سپتامبر ۱۹۷۶ (۲۶ سال، ۱۱ ماه، ۸ روز)  | مائوئیسم                                              |
| رئیس CPPCC کمیته ملی                              | مائو تسه‌تونگ 毛泽东 (۱۸۹۳–۱۹۷۶) پکن At-large (49–76)                                                                        | ۹ اکتبر ۱۹۴۹ – ۲۵ دسامبر ۱۹۵۴                       |                                 | ۱ اکتبر ۱۹۴۹ ↓ ۹ سپتامبر ۱۹۷۶ (۲۶ سال، ۱۱ ماه، ۸ روز)  | مائوئیسم                                              |
| رئیس کمیسیون مرکزی نظامی حزب                      | مائو تسه‌تونگ 毛泽东 (۱۸۹۳–۱۹۷۶) پکن At-large (49–76)                                                                        | ۸ سپتامبر ۱۹۵۴ – ۹ سپتامبر ۱۹۷۶                     |                                 | ۱ اکتبر ۱۹۴۹ ↓ ۹ سپتامبر ۱۹۷۶ (۲۶ سال، ۱۱ ماه، ۸ روز)  | مائوئیسم                                              |
| رئیس‌جمهور جمهوری خلق چین جمهوری خلق چین           | مائو تسه‌تونگ 毛泽东 (۱۸۹۳–۱۹۷۶) پکن At-large (49–76)                                                                        | ۲۷ سپتامبر ۱۹۵۴ – ۲۷ آوریل ۱۹۵۹                     |                                 | ۱ اکتبر ۱۹۴۹ ↓ ۹ سپتامبر ۱۹۷۶ (۲۶ سال، ۱۱ ماه، ۸ روز)  | مائوئیسم                                              |
|                                                   | هوآ گوئوفنگ 华国锋 (۱۹۲۱–۲۰۰۸) هونان At-large (64–78) پکن At-large (78–83)                                                  | نخست‌وزیر جمهوری خلق چین شورای حکومتی جمهوری خلق چین | ۴ فوریه ۱۹۷۶ – ۱۰ سپتامبر ۱۹۸۰  | ۹ سپتامبر ۱۹۷۶ ↓ ۲۲ دسامبر ۱۹۷۸ (۲ سال، ۳ماه، ۱۳ روز)  | Two Whatevers                                         |
| معاون اول رئیس کمیته مرکزی حزب کمونیست چین        | هوآ گوئوفنگ 华国锋 (۱۹۲۱–۲۰۰۸) هونان At-large (64–78) پکن At-large (78–83)                                                  | ۷ آوریل ۱۹۷۶ – ۷ اکتبر ۱۹۷۶                         |                                 | ۹ سپتامبر ۱۹۷۶ ↓ ۲۲ دسامبر ۱۹۷۸ (۲ سال، ۳ماه، ۱۳ روز)  | Two Whatevers                                         |
| رئیس کمیته مرکزی حزب کمونیست چین                  | هوآ گوئوفنگ 华国锋 (۱۹۲۱–۲۰۰۸) هونان At-large (64–78) پکن At-large (78–83)                                                  | ۹ سپتامبر ۱۹۷۶ – ۲۲ دسامبر ۱۹۷۸                     |                                 | ۹ سپتامبر ۱۹۷۶ ↓ ۲۲ دسامبر ۱۹۷۸ (۲ سال، ۳ماه، ۱۳ روز)  | Two Whatevers                                         |
| رئیس کمیسیون مرکزی نظامی حزب                      | هوآ گوئوفنگ 华国锋 (۱۹۲۱–۲۰۰۸) هونان At-large (64–78) پکن At-large (78–83)                                                  | ۶ اکتبر ۱۹۷۶ – ۲۸ ژوئن ۱۹۸۱                         |                                 | ۹ سپتامبر ۱۹۷۶ ↓ ۲۲ دسامبر ۱۹۷۸ (۲ سال، ۳ماه، ۱۳ روز)  | Two Whatevers                                         |
|                                                   | دنگ ژیائوپینگ 邓小平 (۱۹۰۴–۱۹۹۷) پکن At-large (59–64,78–83) ارتش آزادی‌بخش خلق At-large (83–97)                              | معاون اول صدر شورای دولتی جمهوری خلق چین            | ۱۷ ژانویه ۱۹۷۵ – ۱۸ ژوئن ۱۹۸۳   | ۲۲ دسامبر ۱۹۷۸ ↓ ۱۲ اکتبر ۱۹۹۲ (۱۳ سال، ۹ ماه، ۲۰ روز) | نظریه دنگ شیائو پنگ (سوسیالیسم با خصوصیات چینی)       |

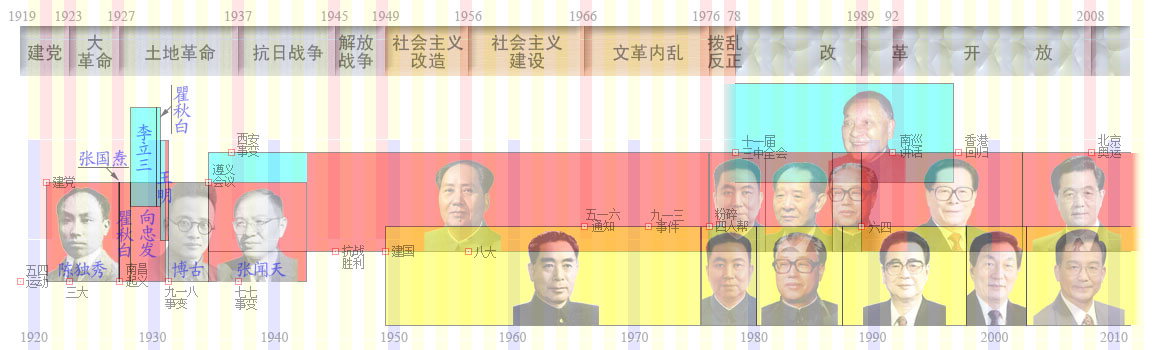

| رئیس کمیته ملی CPPCC                              | دنگ ژیائوپینگ 邓小平 (۱۹۰۴–۱۹۹۷) پکن At-large (59–64,78–83) ارتش آزادی‌بخش خلق At-large (83–97)                              | ۸ مارس ۱۹۷۸ – ۱۷ ژوئن ۱۹۸۳                          |                                 | ۲۲ دسامبر ۱۹۷۸ ↓ ۱۲ اکتبر ۱۹۹۲ (۱۳ سال، ۹ ماه، ۲۰ روز) | نظریه دنگ شیائو پنگ (سوسیالیسم با خصوصیات چینی)       |
| رئیس کمیسیون مرکزی نظامی حزب                      | دنگ ژیائوپینگ 邓小平 (۱۹۰۴–۱۹۹۷) پکن At-large (59–64,78–83) ارتش آزادی‌بخش خلق At-large (83–97)                              | ۲۸ ژوئن ۱۹۸۱ – ۹ نوامبر ۱۹۸۹                        |                                 | ۲۲ دسامبر ۱۹۷۸ ↓ ۱۲ اکتبر ۱۹۹۲ (۱۳ سال، ۹ ماه، ۲۰ روز) | نظریه دنگ شیائو پنگ (سوسیالیسم با خصوصیات چینی)       |
| رئیس کمیسیون مرکزی مشورتی حزب کمونیست چین         | دنگ ژیائوپینگ 邓小平 (۱۹۰۴–۱۹۹۷) پکن At-large (59–64,78–83) ارتش آزادی‌بخش خلق At-large (83–97)                              | ۱۳ سپتامبر ۱۹۸۲ – ۲ نوامبر ۱۹۸۷                     |                                 | ۲۲ دسامبر ۱۹۷۸ ↓ ۱۲ اکتبر ۱۹۹۲ (۱۳ سال، ۹ ماه، ۲۰ روز) | نظریه دنگ شیائو پنگ (سوسیالیسم با خصوصیات چینی)       |
| رئیس کمیسیون مرکزی نظامی جمهوری خلق چین           | دنگ ژیائوپینگ 邓小平 (۱۹۰۴–۱۹۹۷) پکن At-large (59–64,78–83) ارتش آزادی‌بخش خلق At-large (83–97)                              | ۶ ژوئن ۱۹۸۳ – ۱۹ مارس ۱۹۹۰                          |                                 | ۲۲ دسامبر ۱۹۷۸ ↓ ۱۲ اکتبر ۱۹۹۲ (۱۳ سال، ۹ ماه، ۲۰ روز) | نظریه دنگ شیائو پنگ (سوسیالیسم با خصوصیات چینی)       |
|                                                   | جیانگ زمین 江泽民 (۱۹۲۶–۲۰۲۲) شانگهای At-large (88–08)                                                                      | دبیرکل حزب کمونیست چین کمیته مرکزی حزب کمونیست چین  | ۲۴ ژوئن ۱۹۸۹ – ۲۵ نوامبر ۲۰۰۲   | ۱۲ اکتبر ۱۹۹۲ ↓ ۱۵ نوامبر ۲۰۰۲ (۱۰ سال، ۱ ماه، ۳ روز)  | سه نماینده                                            |
| رئیس کمیسیون مرکزی نظامی حزب                      | جیانگ زمین 江泽民 (۱۹۲۶–۲۰۲۲) شانگهای At-large (88–08)                                                                      | ۹ نوامبر ۱۹۸۹ – ۱۹ سپتامبر ۲۰۰۴                     |                                 | ۱۲ اکتبر ۱۹۹۲ ↓ ۱۵ نوامبر ۲۰۰۲ (۱۰ سال، ۱ ماه، ۳ روز)  | سه نماینده                                            |
| رئیس کمیسیون مرکزی نظامی                          | جیانگ زمین 江泽民 (۱۹۲۶–۲۰۲۲) شانگهای At-large (88–08)                                                                      | ۱۹ مارس ۱۹۹۰ – ۱۳ مارس ۲۰۰۵                         |                                 | ۱۲ اکتبر ۱۹۹۲ ↓ ۱۵ نوامبر ۲۰۰۲ (۱۰ سال، ۱ ماه، ۳ روز)  | سه نماینده                                            |
| رئیس‌جمهور جمهوری خلق چین جمهوری خلق چین           | جیانگ زمین 江泽民 (۱۹۲۶–۲۰۲۲) شانگهای At-large (88–08)                                                                      | ۲۷ مارس ۱۹۹۳ – ۱۵ مارس ۲۰۰۳                         |                                 | ۱۲ اکتبر ۱۹۹۲ ↓ ۱۵ نوامبر ۲۰۰۲ (۱۰ سال، ۱ ماه، ۳ روز)  | سه نماینده                                            |
|                                                   | هو جین تائو 胡锦涛 (۱۹۴۲–) گوئیژو At-large (88–93,98–03) منطقه خودمختار تبت At-large (93–98,03–08) جیانگسو At-large (08–13) | دبیرکل کمیته مرکزی حزب کمونیست چین                  | ۱۵ نوامبر ۲۰۰۲ – ۱۵ نوامبر ۲۰۱۲ | 15 November 2002 ↓ ۱۵November 2012 (۱۰ سال)            | رویکرد علمی به توسعه (جامعه سوسیالیستی دارای هارمونی) |
| رئیس‌جمهور جمهوری خلق چین جمهوری خلق چین           | هو جین تائو 胡锦涛 (۱۹۴۲–) گوئیژو At-large (88–93,98–03) منطقه خودمختار تبت At-large (93–98,03–08) جیانگسو At-large (08–13) | ۱۵ مارس ۲۰۰۳ – ۱۴ مارس ۲۰۱۳                         |                                 | 15 November 2002 ↓ ۱۵November 2012 (۱۰ سال)            | رویکرد علمی به توسعه (جامعه سوسیالیستی دارای هارمونی) |
| رئیس کمیسیون مرکزی نظامی حزب                      | هو جین تائو 胡锦涛 (۱۹۴۲–) گوئیژو At-large (88–93,98–03) منطقه خودمختار تبت At-large (93–98,03–08) جیانگسو At-large (08–13) | ۱۹ سپتامبر ۲۰۰۴ – ۱۵ نوامبر ۲۰۱۲                    |                                 | 15 November 2002 ↓ ۱۵November 2012 (۱۰ سال)            | رویکرد علمی به توسعه (جامعه سوسیالیستی دارای هارمونی) |
| رئیس کمیسیون مرکزی نظامی                          | هو جین تائو 胡锦涛 (۱۹۴۲–) گوئیژو At-large (88–93,98–03) منطقه خودمختار تبت At-large (93–98,03–08) جیانگسو At-large (08–13) | ۱۳ مارس ۲۰۰۵ – ۱۴ مارس ۲۰۱۳                         |                                 | 15 November 2002 ↓ ۱۵November 2012 (۱۰ سال)            | رویکرد علمی به توسعه (جامعه سوسیالیستی دارای هارمونی) |
|                                                   | شی جین پینگ 习近平 (۱۹۵۳–) فوجیان At-large (98–03) چجیانگ At-large (03–08) شانگهای At-large (08–present)                    | دبیرکل کمیته مرکزی حزب کمونیست چین                  | ۱۵ نوامبر ۲۰۱۲ – تاکنون         | ۱۵ نوامبر ۲۰۱۲ ↓ تاکنون (۹ سال، ۱۰ ماه)                | The Chinese Dream (چهار جامع)                         |
| رئیس کمیسیون مرکزی نظامی حزب                      | شی جین پینگ 习近平 (۱۹۵۳–) فوجیان At-large (98–03) چجیانگ At-large (03–08) شانگهای At-large (08–present)                    |                                                     | ۱۵ نوامبر ۲۰۱۲ – تاکنون         | ۱۵ نوامبر ۲۰۱۲ ↓ تاکنون (۹ سال، ۱۰ ماه)                | The Chinese Dream (چهار جامع)                         |
| رئیس‌جمهور جمهوری خلق چین جمهوری خلق چین           | شی جین پینگ 习近平 (۱۹۵۳–) فوجیان At-large (98–03) چجیانگ At-large (03–08) شانگهای At-large (08–present)                    | ۱۴ مارس ۲۰۱۳ – تاکنون                               |                                 | ۱۵ نوامبر ۲۰۱۲ ↓ تاکنون (۹ سال، ۱۰ ماه)                | The Chinese Dream (چهار جامع)                         |
| رئیس کمیسیون مرکزی نظامی                          | شی جین پینگ 习近平 (۱۹۵۳–) فوجیان At-large (98–03) چجیانگ At-large (03–08) شانگهای At-large (08–present)                    | ۱۴ مارس ۲۰۱۳ – تاکنون                               |                                 | ۱۵ نوامبر ۲۰۱۲ ↓ تاکنون (۹ سال، ۱۰ ماه)                | The Chinese Dream (چهار جامع)                         |
| رهبر گروه مرکزی رهبری برای عمیق سازی جامع اصلاحات | شی جین پینگ 习近平 (۱۹۵۳–) فوجیان At-large (98–03) چجیانگ At-large (03–08) شانگهای At-large (08–present)                    | ۳۰ دسامبر ۲۰۱۳ – تاکنون                             |                                 | ۱۵ نوامبر ۲۰۱۲ ↓ تاکنون (۹ سال، ۱۰ ماه)                | The Chinese Dream (چهار جامع)                         |
| رئیس کمیسیون امنیت ملی حزب                        | شی جین پینگ 习近平 (۱۹۵۳–) فوجیان At-large (98–03) چجیانگ At-large (03–08) شانگهای At-large (08–present)                    | ۲۵ ژانویه ۲۰۱۴ – تاکنون                             |                                 | ۱۵ نوامبر ۲۰۱۲ ↓ تاکنون (۹ سال، ۱۰ ماه)                | The Chinese Dream (چهار جامع)                         |